# Leis
Leis o San Pedro de Leis (llamada oficialmente San Pedro de Leis de Nemancos) es una parroquia y lugar español del municipio de Mugía, en la provincia de La Coruña, Galicia.

## Entidad de población
Entidad de población que forma parte de la parroquia:
- Leis (Leis de Nemancos)

## Demografía
| Gráfica de evolución demográfica de Leis entre 2000 y 2018 |
|                                                            |
| Datos según el nomenclátor publicado por el INE.           |